# Rudolf Kaemmerer
Rudolf Kaemmerer (* 29. April 1895 in Charlottenburg; † 22. März 1974 in Coburg) war ein Landrat des oberfränkischen Landkreises Coburg in Bayern.

## Leben
Rudolf Kaemmerer war Sohn des Kunsthistorikers Ludwig Kaemmerer (1862–1938), der unter anderem als Direktor des Kaiser-Friedrich-Museums in Posen (1903–1919) und der Kunstsammlungen in Coburg (1921–1931) tätig war.
Rudolf Kaemmerer legte 1913 das Abitur in Posen ab. Als Ausbildung absolvierte er eine Lehre im Buch- und Verlagsbuchhandel. Ab 1925 war er Direktor und ab 1926 Prokurist des Reclam-Verlages in Leipzig. Zuvor hatte er einen kleinen linksgerichteten Verlag geleitet. Der Verlagsdirektor von Reclam, Horst Schöttler, unterstützte Kaemmerer maßgeblich. Aufgrund seiner jüdischen Abstammung musste er auf Verlangen der Reichsschrifttumskammer zum 1. April 1937 aus dem Verlag ausscheiden.
Nach dem Zweiten Weltkrieg war er Stadtkämmerer der Stadt Coburg. Kaemmerer trat im Frühjahr 1946 für die SPD zur Landratswahl des Landkreises Coburg erfolgreich an und hatte das Amt vom 14. Juni 1946 bis 30. April 1964 inne. Dem oberfränkischen Bezirkstag gehörte er von 1954 bis 1962 an.